# Kampermauer
Die Kampermauer ist ein 1394 m ü. A. hoher Berg im Reichraminger Hintergebirge in Oberösterreich. Der von Westnordwest nach Ostsüdost langgestreckte Berg setzt sich aus mehreren Zacken und Türmen zusammen, die durch Rinnen und Schluchten getrennt sind. Die Südseite fällt mit senkrechten, teils überhängenden Wänden ab. Im Norden leitet der Menauersattel zum Schwarzkogel über. Im Nordwesten liegt die Menaueralm. Die Kampermauer ist wegen ihrer schönen Aussicht auf die Haller Mauern ein beliebter Wanderberg. Der Rumpelmayrsteig führt zum Karlkreuz auf einen westlichen Vorgipfel. Der eigentliche Gipfel ist nur über einen unmarkierten Steig erreichbar.

## Klettern
Der Klettergarten Kampermauer befindet sich in der Südwand und bietet etwa 300 Routen zwischen dem 3. und 9. Schwierigkeitsgrad. Das Besondere am Klettern an der Kampermauer ist die große Wandhöhe mit vielen Mehrseillängenrouten und die landschaftlich großartige Lage am Hengstpass. Der mit E bewertete Klettersteig Geiler Hengst befindet sich ebenfalls in der Südwand.

## Naturschutz
Die Kampermauer befindet sich im Nationalpark Kalkalpen. Einige Bereiche des Klettergartens sind im Frühjahr zum Schutz der dort brütenden Felsenschwalbe (Ptyonoprogne rupestris) gesperrt.